# Estação de limpeza

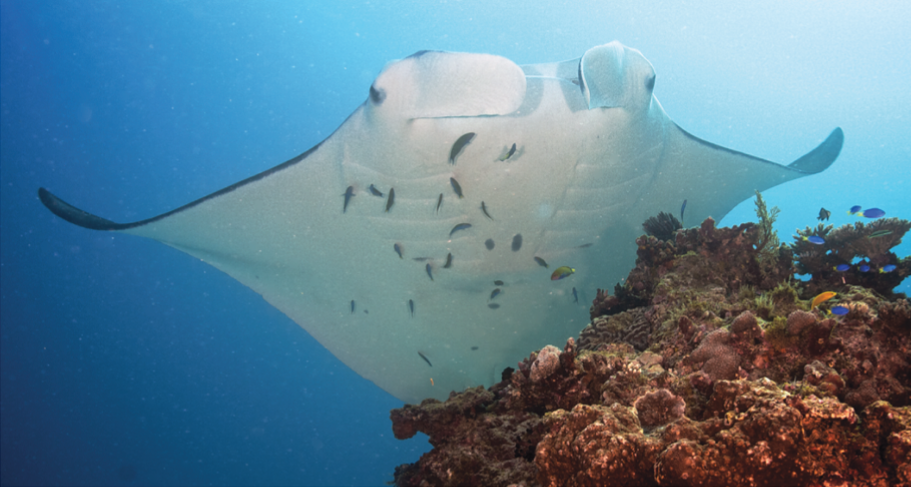
A espécie Manta alfredi frequenta estações de limpeza e mantém uma posição quase estacionária por vários minutos enquanto é limpa.

Estação de limpeza é o nome comumente dado ao local onde peixes, tartarugas marinhas, hipopótamos e outros animais aquáticos reunem-se para limpar o corpo. O processo de limpeza inclui a remoção de parasitas internos e externos, e pode ser realizado por várias criaturas, como as espécies de peixe-limpador.
Quando um animal chega a uma estação de limpeza, ele abre sua cavidade bucal e posiciona seu corpo de uma forma que sinaliza a necessidade de limpeza. Os limpadores então consomem os parasitas presos à pele, até mesmo nadando dentro da boca e das brânquias do animal limpado. Esta é considerada uma forma de simbiose de limpeza.
Estações de limpeza geralmente estão localizadas em recifes de coral, ao topo da formação ou em fendas entre afloramentos. Outros tipos de estação podem existir em grandes aglomerações de algas flutuantes ou num ponto comum em rios ou lagoas.
Algumas espécies da família Blenniidae, principalmente a Aspidontus taeniatus, imitam a aparência e o comportamento dos peixes limpadores e então danificam ou dilaceram as escamas e a carne dos animais limpados.